# Matisia calimana
Matisia calimana är en malvaväxtart som beskrevs av Cuatrecasas. Matisia calimana ingår i släktet Matisia och familjen malvaväxter. Inga underarter finns listade i Catalogue of Life.